# Eiwit-tag
Een eiwit-tag, ook wel affinity tag genoemd, is een korte peptide- of aminozuursequentie die in de moleculaire biologie kunstmatig wordt toegevoegd aan een eiwit van interesse. Dit gebeurt meestal op DNA-niveau, zodat het eiwit met de tag samen wordt geproduceerd in een cel. Het doel van een tag is om het eiwit gemakkelijk te kunnen detecteren, zuiveren, of bestuderen. Sommige tags helpen om eiwitten beter oplosbaar of stabieler te maken tijdens expressie in bijvoorbeeld bacteriën.
Sommige tags kunnen worden herkend door zeer specifieke monoklonale antilichamen (epitope tags). Het antilichaam kan dan gebruikt worden om het eiwit te zuiveren door affiniteitschromatografie of immunoprecipitatie, of te visualiseren door bijvoorbeeld western blot of microscopie. Andere tags zijn speciaal ontworpen voor eiwitzuivering, zoals de his-tag. Deze tag bestaat uit een herhaling van 6 of meer histidine-aminozuren die zich kunnen binden aan metaalionen (nikkel, koper). Door deze korte sequentie toe te voegen aan het uiteinde van een eiwitsequentie, kan het nauwelijks gemodificeerde eiwit selectief worden vastgehouden op een affiniteitskolom met geïmmobiliseerde nikkelionen.
| Tag             | Grootte  | Eigenschappen en toepassingen                                                               |
| --------------- | -------- | ------------------------------------------------------------------------------------------- |
| His-tag (6xHis) | ~0.8 kDa | Bindt aan nikkel- of kobaltchelaten; veelgebruikt voor eenvoudige eiwitzuivering            |
| FLAG-tag        | ~1 kDa   | Klein, hydrofiel peptide; herkend door specifieke monoklonale antilichamen                  |
| HA-tag          | ~1 kDa   | Afgeleid van het hemagglutinine-eiwit van het influenzavirus                                |
| Myc-tag         | ~1.2 kDa | Afgeleid van het c-Myc oncoproteïne; herkend door veelgebruikte antilichamen                |
| Strep-tag       | ~1 kDa   | Bindt specifiek aan streptavidine-kolom; milde eluatiecondities                             |
| GFP-tag         | ~27 kDa  | Groene fluorescerende proteïne; geschikt voor fluorescentiemicroscopie en live-cell imaging |
| GST-tag         | ~26 kDa  | Glutathion-S-transferase; bindt aan glutathion-kolom                                        |
| MBP-tag         | ~42 kDa  | Maltose-bindend eiwit; bindt aan amylose; verhoogt oplosbaarheid                            |
| HaloTag         | ~33 kDa  | Enzymatische tag; bindt aan chlooralkaan; breed inzetbaar                                   |

Een tag kan soms (ondanks zijn geringe lengte) de functie of structuur van het eiwit verstoren. Daarom wordt vaak getest of de tag beter aan de N-terminus of C-terminus geplaatst kan worden, of zelfs verwijderd kan worden na zuivering (middels een knipplaats zoals een thrombine-herkenningssite).